# The London Paper
The London Paper (стилизованное thelondonpaper) — ежедневная бесплатная газета Лондона, издаваемая News International с 4 сентября 2006 г. по 18 сентября 2009 г.

## Предыстория
Газета была первой со времён London Daily News 1987 г. лондонской газетой, издававшейся в прямой конкуренции с Evening Standard. Это также была первая газета, выпущенная News International.
За неделю до начала выхода газеты издатель Evening Standard Associated Newspapers в борьбе с потенциальным конкурентом запустила спойлера: переименовали свою бесплатную выходившую днём газету Standard Lite в London Lite, также изменив время публикации с целью включить вечерний час пик. В дальнейшем именно между этими двумя изданиями развернётся ожесточённая конкуренция.

## Формат
Газета под редакцией Стефано Хэтфилда была ориентирована на молодых читателей, с упором на более беззаботные новости и информацию о знаменитостях, в ней было мало анализа новостей, использовалось много изображений и много цветов.
The London Paper публиковала комикс Em и колонку City Girl писательницы Александры Браун.
Тираж издания на старте составлял 400 тыс. экземпляров, оно было нацелено на студентов и молодых работников возрастом 18-35 лет.

## Модель распространения

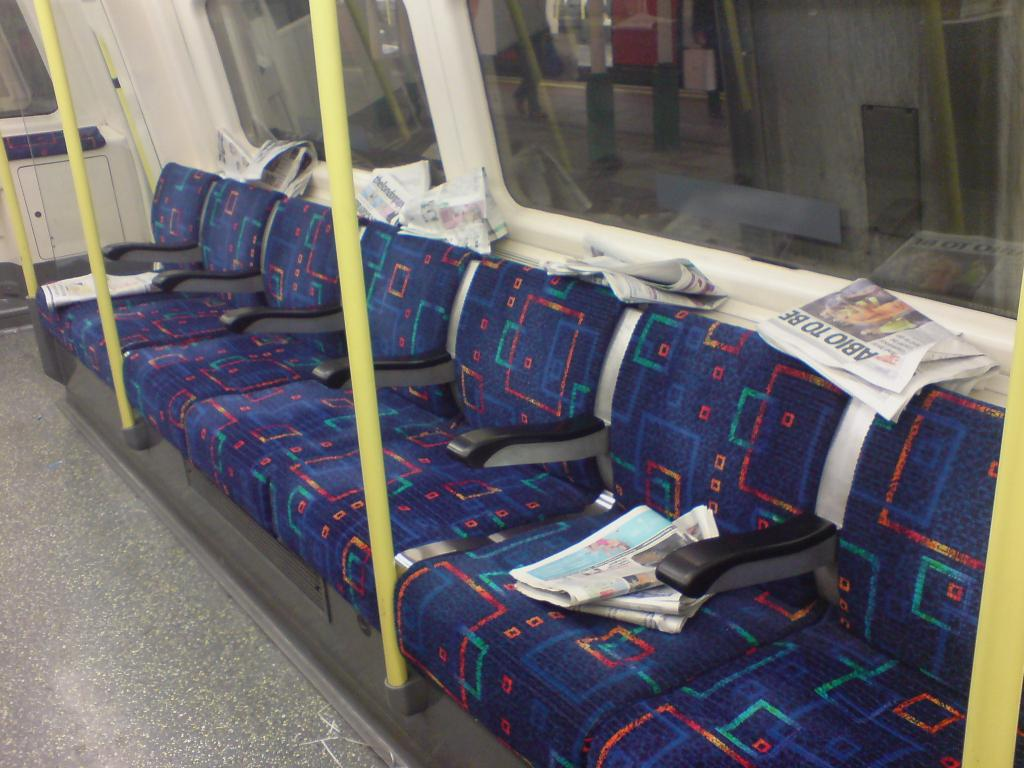
Бесплатные газеты на поезде Северной линии.

Издание имело контракт на бесплатную вечернюю раздачу на станциях Лондонской национальной железной дороги. Transport for London сообщала, что контракт на распространение бесплатных газет на станциях лондонского метро во второй половине дня в будние дни был отозван из-за отсутствия приемлемых предложений. Газета для раздачи использовала распространителей в метро.

## Критика
Газету критиковали за низкий уровень публикаций и завуалированное продвижение других активов своего владельца Руперта Мёрдока (музыкальный сайт, фильм «Симпсоны», телепрограмма включала кабельный Sky One наряду с пятью общенациональными телеканалами).
Как и другие бесплатные лондонские ежедневные газеты, читатели обычно выбрасывали The London Paper по прочтении. Использование ресурсов для печати чего-либо с таким коротким сроком службы подверглось критике по экологическим соображениям. По оценкам городского совета Вестминстера, бесплатные газеты составляли 25 % всего мусора в Вест-Энде, большая часть которого осталась непереработанной, хотя на некоторых станциях у входов и выходов были установлены мусорные баки специально для переработки бесплатных бумаг. В январе 2008 года NI b Associated согласились установить по 35 мусорных баков каждый в Вест-Энде и вокзале Виктория по 500 ф. с. за каждый. Шесть месяцев спустя Вестминстерский совет сообщил, что собранные 120 тонн бумаги через переработку были эквивалентны 1920 деревьям. Лондонская газета переработала многие из своих бумаг в блокноты формата А4, переплетенные проволокой.

## Закрытие
20 августа 2009 г. было объявлено, что The London Paper прекратит публикацию из-за постоянных убытков, будут уволены 60 сотрудников (из которых 40 были журналистами). К этому моменту тираж превышал 500 тыс., а издание побеждало в конкуренции с London Lite 12 октября 2009 г. Evening Standard стал бесплатным изданием, заменив London Lite.
18 сентября 2009 г. News International приняла решение прекратить выпуск газеты после того, как за второй год существования издания зафиксировала убытки до налогообложения в 12,9 млн. ф. с. За 10 месяцев до этого убытки составили 16,8 млн. ф. с.
13 августа 2010 г. Руперт Мердок объявил, что News Corp будет распространять аналогичную цифровую газету в качестве платного контента для iPad, мобильных телефонов и других цифровых устройств.